# Llista de topònims de Cassà de la Selva
Llista de topònims (noms propis de lloc) del municipi de Cassà de la Selva, al Gironès
Informació actualitzada per un bot. Els canvis manuals es perdran quan s'actualitzi!

## cabana
| imatge | Nom                    | Ubicat a          | instància de | Detalls | coordenades                                                         | Protecció | Commons (més fotos) | Dades a WD                    |
| ------ | ---------------------- | ----------------- | ------------ | ------- | ------------------------------------------------------------------- | --------- | ------------------- | ----------------------------- |
|        | Borda de Bugantó       | Cassà de la Selva | cabana       |         | 41° 54′ 24″ N, 2° 51′ 10″ E / 41.9067197877479°N,2.85272214998846°E |           |                     | Modifica les dades a Wikidata |
|        | Can Paciència          | Cassà de la Selva | cabana       |         | 41° 53′ 13″ N, 2° 51′ 38″ E / 41.8868514392344°N,2.86050606829245°E |           |                     | Modifica les dades a Wikidata |
|        | Can Vinyoles           | Cassà de la Selva | cabana       |         | 41° 53′ 16″ N, 2° 51′ 36″ E / 41.8877786136263°N,2.86007012295528°E |           |                     | Modifica les dades a Wikidata |
|        | barraca d'en Barrabola | Cassà de la Selva | cabana       |         | 41° 53′ 44″ N, 2° 51′ 43″ E / 41.8954277308632°N,2.86198222840003°E |           |                     | Modifica les dades a Wikidata |
|        | caseta dels Aviadors   | Cassà de la Selva | cabana       |         | 41° 51′ 56″ N, 2° 52′ 42″ E / 41.8656696154682°N,2.87838525200665°E |           |                     | Modifica les dades a Wikidata |

## casa
| imatge | Nom                           | Ubicat a          | instància de | Detalls                                                                                      | coordenades                                                                                   | Protecció                                            | Commons (més fotos)                      | Dades a WD                    |
| ------ | ----------------------------- | ----------------- | ------------ | -------------------------------------------------------------------------------------------- | --------------------------------------------------------------------------------------------- | ---------------------------------------------------- | ---------------------------------------- | ----------------------------- |
|        | Agrupació de cases en filera  | Cassà de la Selva | casa         | Estil: noucentisme                                                                           | 41° 53′ 07″ N, 2° 52′ 33″ E / 41.885241°N,2.875816°E                                          | bé cultural d'interès local                          | Agrupació de cases en filera             | Modifica les dades a Wikidata |
|        | Ca n'Oller                    | Cassà de la Selva | casa         | Estil: arquitectura popular                                                                  | 41° 51′ 13″ N, 2° 51′ 11″ E / 41.853479°N,2.853023°E                                          | bé integrant del patrimoni cultural català           |                                          | Modifica les dades a Wikidata |
|        | Can Jubert                    | Cassà de la Selva | casa         | Estil: arquitectura modernista noucentisme                                                   | 41° 53′ 17″ N, 2° 52′ 32″ E / 41.888159°N,2.875467°E ca:Carrer Major, 5                       | bé cultural d'interès local                          | Can Jubert (Cassà de la Selva)           | Modifica les dades a Wikidata |
|        | Can Limbo                     | Cassà de la Selva | casa         | Estil: arquitectura eclèctica                                                                | 41° 53′ 11″ N, 2° 52′ 47″ E / 41.886385°N,2.879857°E                                          | bé integrant del patrimoni cultural català           |                                          | Modifica les dades a Wikidata |
|        | Can Sucrana                   | Cassà de la Selva | casa         | Estil: barroc                                                                                | 41° 53′ 12″ N, 2° 52′ 32″ E / 41.886732°N,2.875632°E                                          | bé cultural d'interès local                          | Can Sucrana (Cassà de la Selva)          | Modifica les dades a Wikidata |
|        | Can Tolosà                    | Cassà de la Selva | casa         |                                                                                              | 41° 53′ 16″ N, 2° 52′ 34″ E / 41.88779°N,2.87613°E                                            | bé cultural d'interès local                          |                                          | Modifica les dades a Wikidata |
|        | Can Tou                       | Cassà de la Selva | casa         | Estil: neoclassicisme                                                                        | 41° 53′ 19″ N, 2° 52′ 40″ E / 41.8887°N,2.877671°E                                            | bé cultural d'interès local                          | Can Tou (Cassà de la Selva)              | Modifica les dades a Wikidata |
|        | Carrer Indústria, 33          | Cassà de la Selva | casa         | Estil: arquitectura eclèctica                                                                | 41° 53′ 21″ N, 2° 52′ 42″ E / 41.889049°N,2.878243°E                                          | bé cultural d'interès local                          | Carrer Indústria, 33 (Cassà de la Selva) | Modifica les dades a Wikidata |
|        | Casa Codolar                  | Cassà de la Selva | casa         | Estil: arquitectura eclèctica                                                                | 41° 53′ 18″ N, 2° 52′ 46″ E / 41.888371°N,2.879432°E                                          | bé cultural d'interès local                          |                                          | Modifica les dades a Wikidata |
|        | Casa Cubó                     | Cassà de la Selva | casa         | Estil: noucentisme                                                                           | 41° 53′ 09″ N, 2° 52′ 28″ E / 41.885933°N,2.874416°E                                          | bé cultural d'interès local                          | Casa Cubó (Cassà de la Selva)            | Modifica les dades a Wikidata |
|        | Casa Duran-Olivé              | Cassà de la Selva | casa         | Estil: arquitectura eclèctica                                                                | 41° 53′ 11″ N, 2° 52′ 29″ E / 41.886497°N,2.874632°E                                          | bé cultural d'interès local                          | Carrer ample, 12 (Cassà de la Selva)     | Modifica les dades a Wikidata |
|        | Casa Figueres                 | Cassà de la Selva | casa         | Arquitecte: Isidre Bosch i Batallé Estil: arquitectura eclèctica arquitectura modernista     | 41° 53′ 16″ N, 2° 52′ 46″ E / 41.887871°N,2.879529°E ca:Passeig Vilaret, 10                   | bé cultural d'interès local                          | Casa Figueras (Cassà de la Selva)        | Modifica les dades a Wikidata |
|        | Casa Gironès                  | Cassà de la Selva | casa         |                                                                                              | 41° 53′ 23″ N, 2° 52′ 37″ E / 41.889634°N,2.877079°E                                          | bé cultural d'interès local                          | Casa Gironès (Cassà de la Selva)         | Modifica les dades a Wikidata |
|        | Casa Oller                    | Cassà de la Selva | casa         | Estil: noucentisme                                                                           | 41° 53′ 18″ N, 2° 52′ 46″ E / 41.888258°N,2.87945°E                                           | bé cultural d'interès local                          | Casa Oller (Cassà de la Selva)           | Modifica les dades a Wikidata |
|        | Casa Serra                    | Cassà de la Selva | casa         | Arquitecte: Isidre Bosch i Batallé Estil: arquitectura modernista historicisme arquitectònic | 41° 53′ 20″ N, 2° 52′ 28″ E / 41.888933°N,2.874441°E ca:Baixada de Mossèn Jacint Verdaguer, 2 | bé cultural d'interès local                          | Casa Serra (Cassà de la Selva)           | Modifica les dades a Wikidata |
|        | Casa dels Canonges            | Cassà de la Selva | casa         | Estil: arquitectura gòtica                                                                   | 41° 53′ 16″ N, 2° 52′ 30″ E / 41.887735°N,2.874919°E                                          | bé cultural d'interès local                          | Casa dels Canonges (Cassà de la Selva)   | Modifica les dades a Wikidata |
|        | casa Frigola                  | Cassà de la Selva | casa         | Estil: gòtic tardà arquitectura popular                                                      | 41° 53′ 16″ N, 2° 52′ 26″ E / 41.8879°N,2.8739°E ca:Carrer d'Avall, 13 147 msnm               | bé d'interès cultural bé cultural d'interès nacional | Can Frigola (Can Selvá)                  | Modifica les dades a Wikidata |
|        | casa Trinxeria                | Cassà de la Selva | casa         | Estil: arquitectura modernista 1897                                                          | 41° 53′ 20″ N, 2° 52′ 35″ E / 41.888773°N,2.876514°E ca:Plaça de la Coma 16                   | bé cultural d'interès local                          | Casa Trinxeria                           | Modifica les dades a Wikidata |
|        | habitatge al carrer Raval, 64 | Cassà de la Selva | casa         | Estil: arquitectura eclèctica                                                                | 41° 53′ 10″ N, 2° 52′ 39″ E / 41.886101°N,2.877441°E                                          | bé cultural d'interès local                          | Carrer Raval, 64 (Cassà de la Selva)     | Modifica les dades a Wikidata |

## edifici
| imatge | Nom                                 | Ubicat a          | instància de | Detalls                                                                       | coordenades                                                                               | Protecció                   | Commons (més fotos)                        | Dades a WD                    |
| ------ | ----------------------------------- | ----------------- | ------------ | ----------------------------------------------------------------------------- | ----------------------------------------------------------------------------------------- | --------------------------- | ------------------------------------------ | ----------------------------- |
|        | Agrupació Escolar                   | Cassà de la Selva | edifici      | Arquitecte: Isidre Bosch i Batallé Estil: racionalisme arquitectònic          | 41° 53′ 04″ N, 2° 52′ 37″ E / 41.884458°N,2.877031°E 141 msnm                             | bé cultural d'interès local | Agrupació Escolar (Cassà de la Selva)      | Modifica les dades a Wikidata |
|        | Bar el Rotllo                       | Cassà de la Selva | edifici      | Arquitecte: Isidre Bosch i Batallé Estil: arquitectura modernista             | 41° 53′ 21″ N, 2° 52′ 30″ E / 41.889213°N,2.875007°E ca:Carrer Molí, 18                   | bé cultural d'interès local |                                            | Modifica les dades a Wikidata |
|        | Cooperativa de Consum la Protectora | Cassà de la Selva | edifici      | Estil: arquitectura eclèctica                                                 | 41° 53′ 18″ N, 2° 52′ 40″ E / 41.888202°N,2.87769°E                                       | bé cultural d'interès local | Cooperativa de Consum la Protectora        | Modifica les dades a Wikidata |
|        | Edifici Cinema                      | Cassà de la Selva | edifici      | Estil: arquitectura eclèctica                                                 | 41° 53′ 13″ N, 2° 52′ 29″ E / 41.886843°N,2.874764°E                                      | bé cultural d'interès local | Edifici Cinema (Cassà de la Selva)         | Modifica les dades a Wikidata |
|        | Estació de ferrocarril              | Cassà de la Selva | edifici      | Estil: arquitectura eclèctica                                                 | 41° 53′ 06″ N, 2° 52′ 25″ E / 41.8849°N,2.8736°E 138 msnm                                 | bé cultural d'interès local | Estació de ferrocarril (Cassà de la Selva) | Modifica les dades a Wikidata |
|        | Fàbrica de Gas                      | Cassà de la Selva | edifici      | Estil: arquitectura modernista                                                | 41° 53′ 09″ N, 2° 52′ 33″ E / 41.885903°N,2.87573°E                                       | bé cultural d'interès local | Fàbrica de Gas (Cassà de la Selva)         | Modifica les dades a Wikidata |
|        | Sala d'en Galà                      | Cassà de la Selva | edifici      | Arquitecte: Isidre Bosch i Batallé Estil: arquitectura eclèctica 20th century | 41° 53′ 20″ N, 2° 52′ 31″ E / 41.88901°N,2.875296°E ca:C. de la Mel - c. del Molí 45 msnm | bé cultural d'interès local | Sala d'en Galà                             | Modifica les dades a Wikidata |

## entitat singular de població
| imatge | Nom               | Ubicat a          | instància de                                                                   | Detalls   | coordenades | Protecció | Commons (més fotos) | Dades a WD                    |
| ------ | ----------------- | ----------------- | ------------------------------------------------------------------------------ | --------- | --- | --------- | ------------------- | ----------------------------- |
|        | Cassà de la Selva | Cassà de la Selva | entitat singular de població ens local històric de Catalunya capital municipal | 10211 hab | 41° 53′ 16″ N, 2° 52′ 31″ E / 41.88784°N,2.87524°E 146 msnm                                                                                 |           |                     | Modifica les dades a Wikidata |
|        | Esclet            | Cassà de la Selva | entitat singular de població                                                   | 38 hab    | 41° 51′ 24″ N, 2° 51′ 47″ E / 41.856777777778°N,2.8631944444444°E 121 msnm                                                                  |           |                     | Modifica les dades a Wikidata |
|        | Llebrers de Baix  | Cassà de la Selva | entitat singular de població                                                   | 76 hab    | 41° 54′ 04″ N, 2° 51′ 06″ E / 41.901222222222°N,2.8515555555556°E 129 msnm                                                                  |           |                     | Modifica les dades a Wikidata |
|        | Llebrers de Dalt  | Cassà de la Selva | entitat singular de població                                                   | 47 hab    | 41° 54′ 05″ N, 2° 52′ 15″ E / 41.9014725562808°N,2.87079430748691°E 168 msnm                                                                |           |                     | Modifica les dades a Wikidata |
|        | Matamala          | Cassà de la Selva | entitat singular de població                                                   | 101 hab   | 41° 54′ 10″ N, 2° 52′ 56″ E / 41.902844948246°N,2.88229334629209°E 211 msnm                                                                 |           |                     | Modifica les dades a Wikidata |
|        | Mont-roig         | Cassà de la Selva | entitat singular de població                                                   | 94 hab    | 41° 52′ 18″ N, 2° 51′ 29″ E / 41.871555555556°N,2.8581388888889°E 119 msnm                                                                  |           |                     | Modifica les dades a Wikidata |
|        | Mosqueroles       | Cassà de la Selva | entitat singular de població                                                   | 32 hab    | 41° 52′ 23″ N, 2° 51′ 08″ E / 41.872972222222°N,2.8521666666667°E 120 msnm                                                                  |           |                     | Modifica les dades a Wikidata |
|        | Sangosta          | Cassà de la Selva | entitat singular de població                                                   | 61 hab    | 41° 52′ 59″ N, 2° 50′ 41″ E / 41.883008545812°N,2.8446030735944°E 110 msnm                                                                  |           |                     | Modifica les dades a Wikidata |
|        | Serinyà           | Cassà de la Selva | entitat singular de població                                                   | 59 hab    | 41° 52′ 14″ N, 2° 52′ 48″ E / 41.870472222222°N,2.8799166666667°E 126 msnm                                                                  |           |                     | Modifica les dades a Wikidata |
|        | Verneda           | Cassà de la Selva | entitat singular de població                                                   | 122 hab   | 41° 52′ 56″ N, 2° 54′ 18″ E / 41.882173603075°N,2.904867086283°E 41° 52′ 42″ N, 2° 55′ 08″ E / 41.878361111111°N,2.9188611111111°E 171 msnm |           |                     | Modifica les dades a Wikidata |
|        | les Serres        | Cassà de la Selva | entitat singular de població                                                   | 100 hab   | 41° 53′ 12″ N, 2° 53′ 00″ E / 41.886728°N,2.883363°E 156 msnm                                                                               |           |                     | Modifica les dades a Wikidata |

## església
| imatge | Nom                      | Ubicat a          | instància de     | Detalls                                                 | coordenades                                                                                  | Protecció                   | Commons (més fotos)             | Dades a WD                    |
| ------ | ------------------------ | ----------------- | ---------------- | ------------------------------------------------------- | -------------------------------------------------------------------------------------------- | --------------------------- | ------------------------------- | ----------------------------- |
|        | Sant Martí de Cassà      | Cassà de la Selva | església         | Estil: arquitectura gòtica arquitectura del Renaixement | 41° 53′ 15″ N, 2° 52′ 28″ E / 41.887424°N,2.874558°E                                         | bé cultural d'interès local | Sant Martí de Cassà de la Selva | Modifica les dades a Wikidata |
|        | Sant Vicenç de Vilabella | Cassà de la Selva | església capella |                                                         | 41° 51′ 09″ N, 2° 51′ 33″ E / 41.8524075101487°N,2.85914734610772°E Can Vila-Vella           |                             |                                 | Modifica les dades a Wikidata |
|        | el Remei de Mas Rovirola | Cassà de la Selva | església capella |                                                         | 41° 53′ 05″ N, 2° 50′ 41″ E / 41.8845975659177°N,2.84478184832102°E ca:Mas Rovirola 111 msnm |                             | El Remei de Mas Rovirola        | Modifica les dades a Wikidata |

## jaciment arqueològic
| imatge | Nom                    | Ubicat a                     | instància de         | Detalls | coordenades                                                                    | Protecció                                  | Commons (més fotos) | Dades a WD                    |
| ------ | ---------------------- | ---------------------------- | -------------------- | ------- | ------------------------------------------------------------------------------ | ------------------------------------------ | ------------------- | ----------------------------- |
|        | Bruguera               | Cassà de la Selva Llagostera | jaciment arqueològic |         | 41° 51′ 35″ N, 2° 54′ 22″ E / 41.859731°N,2.90604°E                            | bé integrant del patrimoni cultural català |                     | Modifica les dades a Wikidata |
|        | Refugi de les Gavarres | Cassà de la Selva            | jaciment arqueològic |         | 41° 53′ 26″ N, 2° 56′ 23″ E / 41.89066388888889°N,2.939597222222222°E 298 msnm | bé integrant del patrimoni cultural català |                     | Modifica les dades a Wikidata |

## masia
| imatge | Nom                              | Ubicat a          | instància de | Detalls                                  | coordenades | Protecció                                  | Commons (més fotos)                      | Dades a WD                    |
| ------ | -------------------------------- | ----------------- | ------------ | ---------------------------------------- | --- | ------------------------------------------ | ---------------------------------------- | ----------------------------- |
|        | Ca l'Avi Porrer                  | Cassà de la Selva | masia        |                                          | 41° 53′ 29″ N, 2° 53′ 28″ E / 41.8913430045809°N,2.89119843761067°E                                                 |                                            |                                          | Modifica les dades a Wikidata |
|        | Ca la Ruca                       | Cassà de la Selva | masia        |                                          | 41° 52′ 40″ N, 2° 51′ 58″ E / 41.877707299096°N,2.86623844844778°E                                                  |                                            |                                          | Modifica les dades a Wikidata |
|        | Ca n'Abres                       | Cassà de la Selva | masia        |                                          | 41° 53′ 23″ N, 2° 51′ 33″ E / 41.8896419637514°N,2.85919817458426°E                                                 |                                            |                                          | Modifica les dades a Wikidata |
|        | Ca n'Arbocer                     | Cassà de la Selva | masia        |                                          | 41° 54′ 22″ N, 2° 51′ 17″ E / 41.906199943672°N,2.85472481171231°E                                                  |                                            |                                          | Modifica les dades a Wikidata |
|        | Ca n'Arbres                      | Cassà de la Selva | masia        |                                          | 41° 52′ 13″ N, 2° 54′ 11″ E / 41.87041°N,2.90302°E                                                                  |                                            |                                          | Modifica les dades a Wikidata |
|        | Ca n'Escarola                    | Cassà de la Selva | masia        |                                          | 41° 51′ 25″ N, 2° 52′ 45″ E / 41.8568527709291°N,2.87923325242279°E                                                 |                                            |                                          | Modifica les dades a Wikidata |
|        | Ca n'Horta                       | Cassà de la Selva | masia        |                                          | 41° 52′ 50″ N, 2° 52′ 37″ E / 41.8804482978894°N,2.8768989194419°E                                                  |                                            |                                          | Modifica les dades a Wikidata |
|        | Cal Barraquer                    | Cassà de la Selva | masia        |                                          | 41° 52′ 14″ N, 2° 51′ 48″ E / 41.8705345493962°N,2.86344567687656°E                                                 |                                            |                                          | Modifica les dades a Wikidata |
|        | Cal Cavall Petit                 | Cassà de la Selva | masia        |                                          | 41° 54′ 07″ N, 2° 53′ 12″ E / 41.90197201815°N,2.8867535216622°E                                                    |                                            |                                          | Modifica les dades a Wikidata |
|        | Cal Cisteller                    | Cassà de la Selva | masia        |                                          | 41° 53′ 39″ N, 2° 51′ 56″ E / 41.8942160165484°N,2.86552894135292°E                                                 |                                            |                                          | Modifica les dades a Wikidata |
|        | Cal Donat                        | Cassà de la Selva | masia        |                                          | 41° 53′ 52″ N, 2° 51′ 22″ E / 41.8977624295096°N,2.85621469980558°E                                                 |                                            |                                          | Modifica les dades a Wikidata |
|        | Cal Moliner                      | Cassà de la Selva | masia        |                                          | 41° 53′ 24″ N, 2° 51′ 21″ E / 41.8899531053244°N,2.85589470231152°E                                                 |                                            |                                          | Modifica les dades a Wikidata |
|        | Cal Porrer                       | Cassà de la Selva | masia        |                                          | 41° 53′ 35″ N, 2° 53′ 42″ E / 41.8930039267013°N,2.89513745676908°E                                                 |                                            |                                          | Modifica les dades a Wikidata |
|        | Cal Roig                         | Cassà de la Selva | masia        |                                          | 41° 52′ 26″ N, 2° 51′ 24″ E / 41.873876706912°N,2.85655746876396°E                                                  |                                            |                                          | Modifica les dades a Wikidata |
|        | Cal Ros Cucut                    | Cassà de la Selva | masia        |                                          | 41° 53′ 57″ N, 2° 51′ 11″ E / 41.8990554565608°N,2.85308937663069°E                                                 |                                            |                                          | Modifica les dades a Wikidata |
|        | Cal Terrisser                    | Cassà de la Selva | masia        |                                          | 41° 53′ 09″ N, 2° 51′ 45″ E / 41.885710029205°N,2.86254553810917°E                                                  |                                            |                                          | Modifica les dades a Wikidata |
|        | Cal Vermell                      | Cassà de la Selva | masia        |                                          | 41° 52′ 14″ N, 2° 51′ 34″ E / 41.8706378493048°N,2.85948089342054°E                                                 |                                            |                                          | Modifica les dades a Wikidata |
|        | Can Barners                      | Cassà de la Selva | masia        | Estil: arquitectura popular              | 41° 51′ 26″ N, 2° 51′ 41″ E / 41.857317°N,2.861508°E                                                                | bé integrant del patrimoni cultural català |                                          | Modifica les dades a Wikidata |
|        | Can Barraquer                    | Cassà de la Selva | masia        |                                          | 41° 53′ 50″ N, 2° 53′ 44″ E / 41.8973185549682°N,2.89552822577644°E                                                 |                                            |                                          | Modifica les dades a Wikidata |
|        | Can Barrina                      | Cassà de la Selva | masia        |                                          | 41° 52′ 35″ N, 2° 52′ 37″ E / 41.8764673915855°N,2.87701502205626°E                                                 |                                            |                                          | Modifica les dades a Wikidata |
|        | Can Barrina Vell                 | Cassà de la Selva | masia        |                                          | 41° 52′ 37″ N, 2° 52′ 29″ E / 41.8769514043697°N,2.87483276680406°E                                                 |                                            |                                          | Modifica les dades a Wikidata |
|        | Can Bassets                      | Cassà de la Selva | masia        | Estil: arquitectura popular              | 41° 52′ 31″ N, 2° 55′ 44″ E / 41.875226°N,2.928999°E                                                                | bé integrant del patrimoni cultural català |                                          | Modifica les dades a Wikidata |
|        | Can Batista                      | Cassà de la Selva | masia        |                                          | 41° 52′ 37″ N, 2° 51′ 45″ E / 41.8769643553894°N,2.86252812523057°E                                                 |                                            |                                          | Modifica les dades a Wikidata |
|        | Can Begudany                     | Cassà de la Selva | masia        |                                          | 41° 53′ 10″ N, 2° 53′ 04″ E / 41.8860943903764°N,2.88440930977371°E                                                 |                                            |                                          | Modifica les dades a Wikidata |
|        | Can Beneir-pa                    | Cassà de la Selva | masia        |                                          | 41° 53′ 01″ N, 2° 52′ 53″ E / 41.8835423353003°N,2.88135250583753°E                                                 |                                            |                                          | Modifica les dades a Wikidata |
|        | Can Biosca                       | Cassà de la Selva | masia        |                                          | 41° 54′ 10″ N, 2° 52′ 59″ E / 41.9028276861132°N,2.88302881821321°E                                                 |                                            |                                          | Modifica les dades a Wikidata |
|        | Can Bosc                         | Cassà de la Selva | masia        |                                          | 41° 54′ 24″ N, 2° 51′ 24″ E / 41.9066888096969°N,2.85671312855179°E                                                 |                                            |                                          | Modifica les dades a Wikidata |
|        | Can Bota                         | Cassà de la Selva | masia        | Estil: arquitectura popular              | 41° 52′ 23″ N, 2° 55′ 56″ E / 41.873188°N,2.932315°E                                                                | bé integrant del patrimoni cultural català |                                          | Modifica les dades a Wikidata |
|        | Can Bruguera                     | Cassà de la Selva | masia        |                                          | 41° 53′ 37″ N, 2° 51′ 14″ E / 41.8937334826911°N,2.85392129143811°E                                                 |                                            |                                          | Modifica les dades a Wikidata |
|        | Can Brujats                      | Cassà de la Selva | masia        |                                          | 41° 51′ 33″ N, 2° 53′ 45″ E / 41.8591388038866°N,2.89587954671411°E                                                 |                                            |                                          | Modifica les dades a Wikidata |
|        | Can Cabirol                      | Cassà de la Selva | masia        |                                          | 41° 52′ 36″ N, 2° 51′ 48″ E / 41.8766140954853°N,2.86337247860932°E                                                 |                                            |                                          | Modifica les dades a Wikidata |
|        | Can Cameret                      | Cassà de la Selva | masia        |                                          | 41° 52′ 36″ N, 2° 53′ 15″ E / 41.876739339182°N,2.88749929915493°E                                                  |                                            |                                          | Modifica les dades a Wikidata |
|        | Can Canals                       | Cassà de la Selva | masia        |                                          | 41° 51′ 31″ N, 2° 51′ 49″ E / 41.8584835629484°N,2.86362794162728°E                                                 |                                            |                                          | Modifica les dades a Wikidata |
|        | Can Cantallops                   | Cassà de la Selva | masia        |                                          | 41° 52′ 44″ N, 2° 56′ 07″ E / 41.8789377971122°N,2.93518483830788°E                                                 |                                            |                                          | Modifica les dades a Wikidata |
|        | Can Capell                       | Cassà de la Selva | masia        |                                          | 41° 52′ 52″ N, 2° 52′ 45″ E / 41.8810181602204°N,2.87918776199637°E                                                 |                                            |                                          | Modifica les dades a Wikidata |
|        | Can Caramells                    | Cassà de la Selva | masia        |                                          | 41° 54′ 04″ N, 2° 54′ 21″ E / 41.9011554246156°N,2.90590225955047°E                                                 |                                            |                                          | Modifica les dades a Wikidata |
|        | Can Carbonet                     | Cassà de la Selva | masia        |                                          | 41° 52′ 28″ N, 2° 52′ 53″ E / 41.8744635537032°N,2.88147775757848°E                                                 |                                            |                                          | Modifica les dades a Wikidata |
|        | Can Carreres                     | Cassà de la Selva | masia        |                                          | 41° 54′ 20″ N, 2° 52′ 55″ E / 41.9055915391247°N,2.8818180817637°E                                                  |                                            |                                          | Modifica les dades a Wikidata |
|        | Can Català del Castell           | Cassà de la Selva | masia        | Estil: arquitectura popular              | 41° 53′ 39″ N, 2° 53′ 00″ E / 41.8943°N,2.8834°E                                                                    | bé integrant del patrimoni cultural català |                                          | Modifica les dades a Wikidata |
|        | Can Catrol                       | Cassà de la Selva | masia        |                                          | 41° 51′ 14″ N, 2° 52′ 35″ E / 41.8538955561327°N,2.87645591151518°E                                                 |                                            |                                          | Modifica les dades a Wikidata |
|        | Can Cava-roques                  | Cassà de la Selva | masia        |                                          | 41° 53′ 38″ N, 2° 51′ 04″ E / 41.8939821598331°N,2.85118430069807°E                                                 |                                            |                                          | Modifica les dades a Wikidata |
|        | Can Cavall Gros                  | Cassà de la Selva | masia        |                                          | 41° 54′ 13″ N, 2° 53′ 10″ E / 41.9035964861645°N,2.88623445512312°E                                                 |                                            |                                          | Modifica les dades a Wikidata |
|        | Can Cebrià                       | Cassà de la Selva | masia        |                                          | 41° 53′ 37″ N, 2° 52′ 16″ E / 41.8934927157304°N,2.87097915603858°E                                                 |                                            |                                          | Modifica les dades a Wikidata |
|        | Can Cigala                       | Cassà de la Selva | masia        |                                          | 41° 52′ 41″ N, 2° 51′ 56″ E / 41.8781387827082°N,2.86551444340195°E 122 msnm                                        |                                            |                                          | Modifica les dades a Wikidata |
|        | Can Cigró                        | Cassà de la Selva | masia        |                                          | 41° 52′ 32″ N, 2° 53′ 10″ E / 41.8754229738429°N,2.88611571445097°E                                                 |                                            |                                          | Modifica les dades a Wikidata |
|        | Can Ciso                         | Cassà de la Selva | masia        |                                          | 41° 54′ 08″ N, 2° 51′ 43″ E / 41.9021378120211°N,2.86197983561132°E                                                 |                                            |                                          | Modifica les dades a Wikidata |
|        | Can Coderc                       | Cassà de la Selva | masia        |                                          | 41° 52′ 25″ N, 2° 52′ 04″ E / 41.8736381187993°N,2.86789790747121°E                                                 |                                            |                                          | Modifica les dades a Wikidata |
|        | Can Comes                        | Cassà de la Selva | masia        |                                          | 41° 54′ 08″ N, 2° 52′ 17″ E / 41.9020857628015°N,2.87145616541041°E                                                 |                                            |                                          | Modifica les dades a Wikidata |
|        | Can Constantí                    | Cassà de la Selva | masia        |                                          | 41° 52′ 42″ N, 2° 51′ 38″ E / 41.878250125297°N,2.86069349981975°E                                                  |                                            |                                          | Modifica les dades a Wikidata |
|        | Can Coquí                        | Cassà de la Selva | masia        |                                          | 41° 51′ 29″ N, 2° 52′ 25″ E / 41.8581706343092°N,2.8735200185013°E                                                  |                                            |                                          | Modifica les dades a Wikidata |
|        | Can Cresta                       | Cassà de la Selva | masia        |                                          | 41° 54′ 16″ N, 2° 51′ 05″ E / 41.9045743079658°N,2.85128027387175°E                                                 |                                            |                                          | Modifica les dades a Wikidata |
|        | Can Curré                        | Cassà de la Selva | masia        |                                          | 41° 52′ 49″ N, 2° 52′ 45″ E / 41.880360699258°N,2.87922515689934°E                                                  |                                            |                                          | Modifica les dades a Wikidata |
|        | Can Dausset                      | Cassà de la Selva | masia        |                                          | 41° 53′ 54″ N, 2° 51′ 24″ E / 41.8984206339404°N,2.85677983498134°E                                                 |                                            |                                          | Modifica les dades a Wikidata |
|        | Can Domingo                      | Cassà de la Selva | masia        |                                          | 41° 52′ 18″ N, 2° 52′ 12″ E / 41.8716951557331°N,2.87010715764859°E                                                 |                                            |                                          | Modifica les dades a Wikidata |
|        | Can Duc                          | Cassà de la Selva | masia        |                                          | 41° 52′ 54″ N, 2° 51′ 26″ E / 41.881560285753°N,2.8571429056044°E                                                   |                                            |                                          | Modifica les dades a Wikidata |
|        | Can Duesrieres                   | Cassà de la Selva | masia        |                                          | 41° 53′ 19″ N, 2° 55′ 07″ E / 41.8887177286698°N,2.9186613224003°E                                                  |                                            |                                          | Modifica les dades a Wikidata |
|        | Can Feló                         | Cassà de la Selva | masia        |                                          | 41° 52′ 32″ N, 2° 51′ 56″ E / 41.8756349526512°N,2.8655799489958°E                                                  |                                            |                                          | Modifica les dades a Wikidata |
|        | Can Ferrers                      | Cassà de la Selva | masia        |                                          | 41° 51′ 52″ N, 2° 51′ 21″ E / 41.8644996001824°N,2.855795232467°E                                                   |                                            |                                          | Modifica les dades a Wikidata |
|        | Can Flota                        | Cassà de la Selva | masia        |                                          | 41° 51′ 18″ N, 2° 52′ 47″ E / 41.855129543379°N,2.8796078020196°E                                                   |                                            |                                          | Modifica les dades a Wikidata |
|        | Can Frigola                      | Cassà de la Selva | masia        | Estil: arquitectura popular              | 41° 51′ 20″ N, 2° 51′ 37″ E / 41.8555°N,2.8604°E                                                                    | bé integrant del patrimoni cultural català |                                          | Modifica les dades a Wikidata |
|        | Can Fèlix                        | Cassà de la Selva | masia        |                                          | 41° 54′ 11″ N, 2° 51′ 17″ E / 41.9030654438323°N,2.85462340921652°E                                                 |                                            |                                          | Modifica les dades a Wikidata |
|        | Can Gai                          | Cassà de la Selva | masia        |                                          | 41° 52′ 21″ N, 2° 52′ 26″ E / 41.8726090512388°N,2.87387718153799°E                                                 |                                            |                                          | Modifica les dades a Wikidata |
|        | Can Gaig                         | Cassà de la Selva | masia        |                                          | 41° 54′ 11″ N, 2° 50′ 57″ E / 41.9029685061056°N,2.84929469064855°E                                                 |                                            |                                          | Modifica les dades a Wikidata |
|        | Can Garoina                      | Cassà de la Selva | masia        |                                          | 41° 53′ 04″ N, 2° 51′ 24″ E / 41.8844959697278°N,2.8567024601104°E                                                  |                                            |                                          | Modifica les dades a Wikidata |
|        | Can Gasiva                       | Cassà de la Selva | masia        |                                          | 41° 53′ 57″ N, 2° 51′ 29″ E / 41.8992238554943°N,2.8580800577821°E                                                  |                                            |                                          | Modifica les dades a Wikidata |
|        | Can Giralts                      | Cassà de la Selva | masia        |                                          | 41° 52′ 31″ N, 2° 51′ 27″ E / 41.8753821534102°N,2.8576025601686°E                                                  |                                            |                                          | Modifica les dades a Wikidata |
|        | Can Got                          | Cassà de la Selva | masia        |                                          | 41° 51′ 59″ N, 2° 50′ 43″ E / 41.8665214910139°N,2.84529551208588°E                                                 |                                            |                                          | Modifica les dades a Wikidata |
|        | Can Guardó                       | Cassà de la Selva | masia        |                                          | 41° 52′ 35″ N, 2° 52′ 13″ E / 41.8763339929955°N,2.87037494763027°E                                                 |                                            |                                          | Modifica les dades a Wikidata |
|        | Can Gubau                        | Cassà de la Selva | masia        |                                          | 41° 53′ 36″ N, 2° 51′ 09″ E / 41.8932451730886°N,2.85240352533136°E                                                 |                                            |                                          | Modifica les dades a Wikidata |
|        | Can Guri                         | Cassà de la Selva | masia        |                                          | 41° 51′ 33″ N, 2° 52′ 08″ E / 41.8592551809738°N,2.86880703187286°E                                                 |                                            |                                          | Modifica les dades a Wikidata |
|        | Can Güell                        | Cassà de la Selva | masia        |                                          | 41° 53′ 54″ N, 2° 51′ 19″ E / 41.8982477218026°N,2.85535766830111°E                                                 |                                            |                                          | Modifica les dades a Wikidata |
|        | Can Güell                        | Cassà de la Selva | masia        |                                          | 41° 52′ 26″ N, 2° 51′ 42″ E / 41.8738828588586°N,2.86157065215227°E                                                 |                                            |                                          | Modifica les dades a Wikidata |
|        | Can Jan Petit                    | Cassà de la Selva | masia        |                                          | 41° 53′ 08″ N, 2° 51′ 33″ E / 41.8854626969602°N,2.8591229791557°E                                                  |                                            |                                          | Modifica les dades a Wikidata |
|        | Can Jan del Pla                  | Cassà de la Selva | masia        |                                          | 41° 52′ 30″ N, 2° 53′ 25″ E / 41.874895548277°N,2.89020198938191°E                                                  |                                            |                                          | Modifica les dades a Wikidata |
|        | Can Jep Alzina                   | Cassà de la Selva | masia        |                                          | 41° 51′ 34″ N, 2° 52′ 44″ E / 41.8595723763172°N,2.87878234972061°E                                                 |                                            |                                          | Modifica les dades a Wikidata |
|        | Can Jep Llarg                    | Cassà de la Selva | masia        |                                          | 41° 52′ 04″ N, 2° 53′ 00″ E / 41.8676921788073°N,2.88322543567706°E                                                 |                                            |                                          | Modifica les dades a Wikidata |
|        | Can Jep Xai                      | Cassà de la Selva | masia        |                                          | 41° 53′ 08″ N, 2° 50′ 46″ E / 41.8854459101475°N,2.84604537326634°E                                                 |                                            |                                          | Modifica les dades a Wikidata |
|        | Can Joan Mullera                 | Cassà de la Selva | masia        |                                          | 41° 53′ 44″ N, 2° 51′ 36″ E / 41.8955154205373°N,2.86001707125602°E                                                 |                                            |                                          | Modifica les dades a Wikidata |
|        | Can Joanals                      | Cassà de la Selva | masia        |                                          | 41° 53′ 36″ N, 2° 51′ 17″ E / 41.8933291246725°N,2.85466959855109°E                                                 |                                            |                                          | Modifica les dades a Wikidata |
|        | Can Jordà                        | Cassà de la Selva | masia        |                                          | 41° 53′ 51″ N, 2° 54′ 04″ E / 41.8974315685123°N,2.90109762840529°E                                                 |                                            |                                          | Modifica les dades a Wikidata |
|        | Can Marixola                     | Cassà de la Selva | masia        |                                          | 41° 52′ 34″ N, 2° 52′ 03″ E / 41.8760694798406°N,2.86747110292326°E                                                 |                                            |                                          | Modifica les dades a Wikidata |
|        | Can Masset                       | Cassà de la Selva | masia        |                                          | 41° 54′ 00″ N, 2° 51′ 12″ E / 41.8999473297878°N,2.85324405852304°E                                                 |                                            |                                          | Modifica les dades a Wikidata |
|        | Can Matabous                     | Cassà de la Selva | masia        |                                          | 41° 53′ 52″ N, 2° 52′ 18″ E / 41.897693°N,2.871663°E                                                                | bé integrant del patrimoni cultural català |                                          | Modifica les dades a Wikidata |
|        | Can Matetes                      | Cassà de la Selva | masia        |                                          | 41° 52′ 35″ N, 2° 50′ 35″ E / 41.876381133474°N,2.84317478876282°E                                                  |                                            |                                          | Modifica les dades a Wikidata |
|        | Can Mercader                     | Cassà de la Selva | masia        |                                          | 41° 52′ 01″ N, 2° 50′ 44″ E / 41.8670712328984°N,2.84553518023375°E                                                 |                                            |                                          | Modifica les dades a Wikidata |
|        | Can Mies                         | Cassà de la Selva | masia        |                                          | 41° 54′ 24″ N, 2° 53′ 00″ E / 41.9067640740585°N,2.88343157574304°E                                                 |                                            |                                          | Modifica les dades a Wikidata |
|        | Can Mies                         | Cassà de la Selva | masia        |                                          | 41° 54′ 25″ N, 2° 53′ 01″ E / 41.906902°N,2.883498°E                                                                |                                            |                                          | Modifica les dades a Wikidata |
|        | Can Moixac                       | Cassà de la Selva | masia        |                                          | 41° 52′ 17″ N, 2° 51′ 26″ E / 41.8714637895215°N,2.85729794396672°E                                                 |                                            |                                          | Modifica les dades a Wikidata |
|        | Can Morellet                     | Cassà de la Selva | masia        |                                          | 41° 54′ 10″ N, 2° 52′ 40″ E / 41.9028943428438°N,2.87784444049724°E                                                 |                                            |                                          | Modifica les dades a Wikidata |
|        | Can Nadal                        | Cassà de la Selva | masia        |                                          | 41° 54′ 19″ N, 2° 50′ 46″ E / 41.9052251013103°N,2.84619077448333°E                                                 |                                            |                                          | Modifica les dades a Wikidata |
|        | Can Nando                        | Cassà de la Selva | masia        |                                          | 41° 54′ 27″ N, 2° 50′ 51″ E / 41.9075055701621°N,2.84749954373278°E                                                 |                                            |                                          | Modifica les dades a Wikidata |
|        | Can Niern                        | Cassà de la Selva | masia        |                                          | 41° 51′ 07″ N, 2° 52′ 15″ E / 41.8518987657752°N,2.87076160414684°E                                                 |                                            |                                          | Modifica les dades a Wikidata |
|        | Can Paciència                    | Cassà de la Selva | masia        |                                          | 41° 52′ 55″ N, 2° 51′ 19″ E / 41.8819720935821°N,2.85514127760835°E                                                 |                                            |                                          | Modifica les dades a Wikidata |
|        | Can Palau                        | Cassà de la Selva | masia        |                                          | 41° 51′ 54″ N, 2° 55′ 10″ E / 41.865071807705°N,2.91935146754°E                                                     |                                            |                                          | Modifica les dades a Wikidata |
|        | Can Palaí                        | Cassà de la Selva | masia        |                                          | 41° 53′ 57″ N, 2° 52′ 03″ E / 41.8992532442686°N,2.8676040143728°E                                                  |                                            |                                          | Modifica les dades a Wikidata |
|        | Can Palaí Nou                    | Cassà de la Selva | masia        |                                          | 41° 53′ 54″ N, 2° 52′ 03″ E / 41.8983165367582°N,2.86760594914364°E                                                 |                                            |                                          | Modifica les dades a Wikidata |
|        | Can Paradets                     | Cassà de la Selva | masia        |                                          | 41° 52′ 20″ N, 2° 51′ 04″ E / 41.872239677564°N,2.85122269277857°E                                                  |                                            |                                          | Modifica les dades a Wikidata |
|        | Can Pasqual                      | Cassà de la Selva | masia        |                                          | 41° 54′ 20″ N, 2° 51′ 28″ E / 41.905542520158°N,2.8578109110958°E                                                   |                                            |                                          | Modifica les dades a Wikidata |
|        | Can Penedes                      | Cassà de la Selva | masia        |                                          | 41° 51′ 53″ N, 2° 51′ 25″ E / 41.8647620652511°N,2.85680677899245°E                                                 |                                            |                                          | Modifica les dades a Wikidata |
|        | Can Pere Palau                   | Cassà de la Selva | masia        |                                          | 41° 52′ 32″ N, 2° 51′ 59″ E / 41.8754738698621°N,2.86647207931602°E                                                 |                                            |                                          | Modifica les dades a Wikidata |
|        | Can Peret                        | Cassà de la Selva | masia        |                                          | 41° 54′ 05″ N, 2° 51′ 32″ E / 41.9013863933187°N,2.8588106929691°E                                                  |                                            |                                          | Modifica les dades a Wikidata |
|        | Can Perons                       | Cassà de la Selva | masia        |                                          | 41° 53′ 16″ N, 2° 53′ 08″ E / 41.8877616801278°N,2.88543085724583°E                                                 |                                            |                                          | Modifica les dades a Wikidata |
|        | Can Pibernat                     | Cassà de la Selva | masia        |                                          | 41° 54′ 02″ N, 2° 51′ 24″ E / 41.9005639508312°N,2.85653392638866°E                                                 |                                            |                                          | Modifica les dades a Wikidata |
|        | Can Piferrer                     | Cassà de la Selva | masia        | Estil: arquitectura popular              | 41° 52′ 27″ N, 2° 50′ 34″ E / 41.874195°N,2.842769°E                                                                | bé integrant del patrimoni cultural català |                                          | Modifica les dades a Wikidata |
|        | Can Pouller                      | Cassà de la Selva | masia        |                                          | 41° 52′ 31″ N, 2° 52′ 16″ E / 41.8753260948191°N,2.87114826271743°E                                                 |                                            |                                          | Modifica les dades a Wikidata |
|        | Can Prats                        | Cassà de la Selva | masia        |                                          | 41° 53′ 37″ N, 2° 52′ 43″ E / 41.8935099909129°N,2.87856149246733°E                                                 |                                            |                                          | Modifica les dades a Wikidata |
|        | Can Punxa                        | Cassà de la Selva | masia        |                                          | 41° 52′ 36″ N, 2° 52′ 16″ E / 41.876736640771°N,2.8711312943861°E                                                   |                                            |                                          | Modifica les dades a Wikidata |
|        | Can Quaresma                     | Cassà de la Selva | masia        |                                          | 41° 54′ 16″ N, 2° 52′ 23″ E / 41.9043663196722°N,2.87310335711691°E                                                 |                                            |                                          | Modifica les dades a Wikidata |
|        | Can Queixal                      | Cassà de la Selva | masia        |                                          | 41° 53′ 03″ N, 2° 53′ 15″ E / 41.8843049889505°N,2.88738960491085°E                                                 |                                            |                                          | Modifica les dades a Wikidata |
|        | Can Ramada                       | Cassà de la Selva | masia        |                                          | 41° 52′ 17″ N, 2° 51′ 22″ E / 41.8713090940825°N,2.8560329885675°E                                                  |                                            |                                          | Modifica les dades a Wikidata |
|        | Can Realista                     | Cassà de la Selva | masia        |                                          | 41° 52′ 20″ N, 2° 52′ 00″ E / 41.8722856998486°N,2.86669562663756°E                                                 |                                            |                                          | Modifica les dades a Wikidata |
|        | Can Rebitxo                      | Cassà de la Selva | masia        |                                          | 41° 52′ 27″ N, 2° 53′ 46″ E / 41.8741444664588°N,2.89610826756224°E                                                 |                                            |                                          | Modifica les dades a Wikidata |
|        | Can Rei                          | Cassà de la Selva | masia        |                                          | 41° 51′ 48″ N, 2° 50′ 37″ E / 41.8633399370212°N,2.84372476601513°E                                                 |                                            |                                          | Modifica les dades a Wikidata |
|        | Can Ribot                        | Cassà de la Selva | masia        |                                          | 41° 51′ 48″ N, 2° 54′ 48″ E / 41.863266062207°N,2.9133293126407°E                                                   |                                            |                                          | Modifica les dades a Wikidata |
|        | Can Riera                        | Cassà de la Selva | masia        |                                          | 41° 53′ 52″ N, 2° 51′ 12″ E / 41.8978217410257°N,2.85326098055084°E                                                 |                                            |                                          | Modifica les dades a Wikidata |
|        | Can Rispa                        | Cassà de la Selva | masia        |                                          | 41° 54′ 22″ N, 2° 52′ 38″ E / 41.90605521474°N,2.87735613513556°E                                                   |                                            |                                          | Modifica les dades a Wikidata |
|        | Can Robert Xirgo                 | Cassà de la Selva | masia        |                                          | 41° 54′ 00″ N, 2° 51′ 37″ E / 41.9000643250494°N,2.86039292501667°E                                                 |                                            |                                          | Modifica les dades a Wikidata |
|        | Can Roca de Llebrers             | Cassà de la Selva | masia        |                                          | 41° 54′ 23″ N, 2° 52′ 04″ E / 41.9063507112152°N,2.86768580802226°E                                                 |                                            |                                          | Modifica les dades a Wikidata |
|        | Can Roser                        | Cassà de la Selva | masia        |                                          | 41° 53′ 50″ N, 2° 52′ 13″ E / 41.8973018356554°N,2.87029638950421°E                                                 |                                            |                                          | Modifica les dades a Wikidata |
|        | Can Sabater                      | Cassà de la Selva | masia        |                                          | 41° 54′ 06″ N, 2° 53′ 07″ E / 41.9017671455982°N,2.88527320653668°E                                                 |                                            |                                          | Modifica les dades a Wikidata |
|        | Can Sacot                        | Cassà de la Selva | masia        |                                          | 41° 52′ 30″ N, 2° 52′ 19″ E / 41.8749306296363°N,2.87189622846073°E                                                 |                                            |                                          | Modifica les dades a Wikidata |
|        | Can Sardanes                     | Cassà de la Selva | masia        |                                          | 41° 52′ 07″ N, 2° 54′ 48″ E / 41.86867013136°N,2.9133220134977°E                                                    |                                            |                                          | Modifica les dades a Wikidata |
|        | Can Sastre Barnés                | Cassà de la Selva | masia        |                                          | 41° 52′ 38″ N, 2° 51′ 35″ E / 41.8772312090521°N,2.85975568906749°E                                                 |                                            |                                          | Modifica les dades a Wikidata |
|        | Can Sastric                      | Cassà de la Selva | masia        |                                          | 41° 52′ 33″ N, 2° 52′ 12″ E / 41.8757299896438°N,2.86989411602314°E                                                 |                                            |                                          | Modifica les dades a Wikidata |
|        | Can Serreta                      | Cassà de la Selva | masia        |                                          | 41° 52′ 57″ N, 2° 52′ 08″ E / 41.8825109709157°N,2.8688558918817°E                                                  |                                            |                                          | Modifica les dades a Wikidata |
|        | Can Silvestre                    | Cassà de la Selva | masia        |                                          | 41° 54′ 09″ N, 2° 51′ 40″ E / 41.9024340771437°N,2.86118348035175°E                                                 |                                            |                                          | Modifica les dades a Wikidata |
|        | Can Socarrell                    | Cassà de la Selva | masia        |                                          | 41° 51′ 45″ N, 2° 50′ 46″ E / 41.8624334825522°N,2.84612468514264°E                                                 |                                            |                                          | Modifica les dades a Wikidata |
|        | Can Sureda                       | Cassà de la Selva | masia        |                                          | 41° 51′ 31″ N, 2° 52′ 40″ E / 41.8587337546422°N,2.87785622887588°E                                                 |                                            |                                          | Modifica les dades a Wikidata |
|        | Can Tanoca                       | Cassà de la Selva | masia        |                                          | 41° 54′ 06″ N, 2° 51′ 41″ E / 41.9017768723016°N,2.86142602777361°E                                                 |                                            |                                          | Modifica les dades a Wikidata |
|        | Can Teixidor                     | Cassà de la Selva | masia        |                                          | 41° 53′ 58″ N, 2° 52′ 21″ E / 41.8994929063179°N,2.87244993850925°E                                                 |                                            |                                          | Modifica les dades a Wikidata |
|        | Can Terrats                      | Cassà de la Selva | masia        |                                          | 41° 52′ 26″ N, 2° 51′ 35″ E / 41.8739257147456°N,2.85977496622058°E                                                 |                                            |                                          | Modifica les dades a Wikidata |
|        | Can Tetei                        | Cassà de la Selva | masia        |                                          | 41° 53′ 38″ N, 2° 51′ 10″ E / 41.893876237297°N,2.85286015151419°E                                                  |                                            |                                          | Modifica les dades a Wikidata |
|        | Can Torroella                    | Cassà de la Selva | masia        |                                          | 41° 52′ 29″ N, 2° 53′ 02″ E / 41.8746822774864°N,2.88398398355252°E                                                 |                                            |                                          | Modifica les dades a Wikidata |
|        | Can Tortosí                      | Cassà de la Selva | masia        |                                          | 41° 52′ 33″ N, 2° 52′ 23″ E / 41.8757875775454°N,2.87306349458756°E                                                 |                                            |                                          | Modifica les dades a Wikidata |
|        | Can Trumfes                      | Cassà de la Selva | masia        |                                          | 41° 52′ 42″ N, 2° 51′ 59″ E / 41.8783559595782°N,2.86638171733694°E                                                 |                                            |                                          | Modifica les dades a Wikidata |
|        | Can Valentí                      | Cassà de la Selva | masia        |                                          | 41° 53′ 43″ N, 2° 52′ 01″ E / 41.8952715677707°N,2.86703359909326°E                                                 |                                            |                                          | Modifica les dades a Wikidata |
|        | Can Vall-llobera                 | Cassà de la Selva | masia        | Estil: arquitectura popular              | 41° 53′ 42″ N, 2° 52′ 38″ E / 41.895137°N,2.877087°E                                                                | bé integrant del patrimoni cultural català |                                          | Modifica les dades a Wikidata |
|        | Can Valleró                      | Cassà de la Selva | masia        |                                          | 41° 52′ 26″ N, 2° 52′ 22″ E / 41.8737876182523°N,2.8726697708451°E                                                  |                                            |                                          | Modifica les dades a Wikidata |
|        | Can Vallfreda                    | Cassà de la Selva | masia        |                                          | 41° 52′ 52″ N, 2° 51′ 12″ E / 41.8810692396279°N,2.85343188951054°E                                                 |                                            |                                          | Modifica les dades a Wikidata |
|        | Can Valls                        | Cassà de la Selva | masia        |                                          | 41° 53′ 31″ N, 2° 52′ 16″ E / 41.8918446041616°N,2.87110301600895°E                                                 |                                            |                                          | Modifica les dades a Wikidata |
|        | Can Vargues                      | Cassà de la Selva | masia        |                                          | 41° 53′ 34″ N, 2° 52′ 04″ E / 41.8928314323432°N,2.86765344033532°E                                                 |                                            |                                          | Modifica les dades a Wikidata |
|        | Can Viet                         | Cassà de la Selva | masia        |                                          | 41° 52′ 31″ N, 2° 53′ 03″ E / 41.8753400083212°N,2.88421176743368°E                                                 |                                            |                                          | Modifica les dades a Wikidata |
|        | Can Vila                         | Cassà de la Selva | masia        |                                          | 41° 52′ 52″ N, 2° 51′ 56″ E / 41.8810662007143°N,2.86567703761261°E                                                 |                                            |                                          | Modifica les dades a Wikidata |
|        | Can Vila-Vella                   | Cassà de la Selva | masia        | Estil: arquitectura popular              | 41° 51′ 08″ N, 2° 51′ 34″ E / 41.852298°N,2.859309°E                                                                | bé integrant del patrimoni cultural català |                                          | Modifica les dades a Wikidata |
|        | Can Vilallonga Petit             | Cassà de la Selva | masia        | Estil: arquitectura popular              | 41° 52′ 27″ N, 2° 54′ 53″ E / 41.874284°N,2.914605°E                                                                | bé integrant del patrimoni cultural català |                                          | Modifica les dades a Wikidata |
|        | Can Violant                      | Cassà de la Selva | masia        |                                          | 41° 52′ 22″ N, 2° 51′ 49″ E / 41.8727955392914°N,2.86366982886143°E                                                 |                                            |                                          | Modifica les dades a Wikidata |
|        | Can Xamariga                     | Cassà de la Selva | masia        |                                          | 41° 54′ 15″ N, 2° 51′ 08″ E / 41.9042872582585°N,2.85218519025615°E                                                 |                                            |                                          | Modifica les dades a Wikidata |
|        | Can Xarapis                      | Cassà de la Selva | masia        |                                          | 41° 53′ 49″ N, 2° 51′ 26″ E / 41.8970610575238°N,2.85714453198565°E                                                 |                                            |                                          | Modifica les dades a Wikidata |
|        | Can Xarel·lo                     | Cassà de la Selva | masia        |                                          | 41° 52′ 31″ N, 2° 52′ 09″ E / 41.8752788948367°N,2.86923221393395°E                                                 |                                            |                                          | Modifica les dades a Wikidata |
|        | Can Xirgo                        | Cassà de la Selva | masia        |                                          | 41° 53′ 54″ N, 2° 51′ 47″ E / 41.8984373022807°N,2.86306074970578°E                                                 |                                            |                                          | Modifica les dades a Wikidata |
|        | Can Xirguet                      | Cassà de la Selva | masia        |                                          | 41° 53′ 47″ N, 2° 51′ 34″ E / 41.8964873157571°N,2.85932780235889°E                                                 |                                            |                                          | Modifica les dades a Wikidata |
|        | Casa Nova d'en Bruguera          | Cassà de la Selva | masia        |                                          | 41° 53′ 42″ N, 2° 51′ 14″ E / 41.8950484148235°N,2.85387007543468°E                                                 |                                            |                                          | Modifica les dades a Wikidata |
|        | Casa Nova d'en Cristià           | Cassà de la Selva | masia        |                                          | 41° 52′ 50″ N, 2° 51′ 02″ E / 41.880642347683°N,2.85066085346245°E                                                  |                                            |                                          | Modifica les dades a Wikidata |
|        | Casa Nova de Can Masset          | Cassà de la Selva | masia        |                                          | 41° 53′ 58″ N, 2° 51′ 11″ E / 41.8994065364662°N,2.85294390293161°E                                                 |                                            |                                          | Modifica les dades a Wikidata |
|        | Mas Adrià                        | Cassà de la Selva | masia        |                                          | 41° 51′ 42″ N, 2° 53′ 01″ E / 41.8618020458121°N,2.88358556493372°E                                                 |                                            |                                          | Modifica les dades a Wikidata |
|        | Mas Aragall                      | Cassà de la Selva | masia        |                                          | 41° 52′ 13″ N, 2° 50′ 29″ E / 41.8703711933568°N,2.84145423673267°E                                                 |                                            |                                          | Modifica les dades a Wikidata |
|        | Mas Bessó                        | Cassà de la Selva | masia        |                                          | 41° 52′ 16″ N, 2° 50′ 41″ E / 41.8712131931658°N,2.84464552594723°E                                                 |                                            |                                          | Modifica les dades a Wikidata |
|        | Mas Bordoi                       | Cassà de la Selva | masia        |                                          | 41° 53′ 55″ N, 2° 54′ 04″ E / 41.8986295060266°N,2.90113194686811°E                                                 |                                            |                                          | Modifica les dades a Wikidata |
|        | Mas Cabra                        | Cassà de la Selva | masia        |                                          | 41° 51′ 59″ N, 2° 51′ 55″ E / 41.8663034931296°N,2.86528620953706°E                                                 |                                            |                                          | Modifica les dades a Wikidata |
|        | Mas Calonge                      | Cassà de la Selva | masia        |                                          | 41° 51′ 54″ N, 2° 51′ 26″ E / 41.865113692667°N,2.85709517778733°E                                                  |                                            |                                          | Modifica les dades a Wikidata |
|        | Mas Castelló                     | Cassà de la Selva | masia        |                                          | 41° 53′ 14″ N, 2° 53′ 09″ E / 41.8872758154039°N,2.88593797118466°E                                                 |                                            |                                          | Modifica les dades a Wikidata |
|        | Mas Cristià                      | Cassà de la Selva | masia        |                                          | 41° 51′ 57″ N, 2° 51′ 46″ E / 41.865918755312°N,2.8627184803°E                                                      |                                            |                                          | Modifica les dades a Wikidata |
|        | Mas Cristòfol                    | Cassà de la Selva | masia        |                                          | 41° 52′ 34″ N, 2° 52′ 19″ E / 41.8761737483548°N,2.87205041404474°E                                                 |                                            |                                          | Modifica les dades a Wikidata |
|        | Mas Cubell                       | Cassà de la Selva | masia        |                                          | 41° 52′ 37″ N, 2° 52′ 46″ E / 41.8770464737835°N,2.87950858268353°E                                                 |                                            |                                          | Modifica les dades a Wikidata |
|        | Mas Falgueres                    | Cassà de la Selva | masia        |                                          | 41° 52′ 06″ N, 2° 51′ 36″ E / 41.868377646168°N,2.85990759037312°E                                                  |                                            |                                          | Modifica les dades a Wikidata |
|        | Mas Foniar                       | Cassà de la Selva | masia        |                                          | 41° 52′ 57″ N, 2° 51′ 37″ E / 41.882383791513°N,2.86029883989724°E                                                  |                                            |                                          | Modifica les dades a Wikidata |
|        | Mas Granics                      | Cassà de la Selva | masia        |                                          | 41° 53′ 54″ N, 2° 53′ 34″ E / 41.898375115583°N,2.8927875991123°E                                                   |                                            |                                          | Modifica les dades a Wikidata |
|        | Mas Jordà                        | Cassà de la Selva | masia        |                                          | 41° 53′ 09″ N, 2° 51′ 28″ E / 41.8858933305534°N,2.85774796702856°E                                                 |                                            |                                          | Modifica les dades a Wikidata |
|        | Mas Mates                        | Cassà de la Selva | masia        |                                          | 41° 54′ 17″ N, 2° 51′ 35″ E / 41.9046300943152°N,2.85982836928185°E                                                 |                                            |                                          | Modifica les dades a Wikidata |
|        | Mas Miquel                       | Cassà de la Selva | masia        | Estil: arquitectura popular              | 41° 52′ 56″ N, 2° 50′ 46″ E / 41.88231°N,2.846112°E                                                                 | bé integrant del patrimoni cultural català |                                          | Modifica les dades a Wikidata |
|        | Mas Pagès                        | Cassà de la Selva | masia        |                                          | 41° 52′ 06″ N, 2° 51′ 15″ E / 41.8682623325992°N,2.85409979084987°E                                                 |                                            |                                          | Modifica les dades a Wikidata |
|        | Mas Pijoan                       | Cassà de la Selva | masia        |                                          | 41° 53′ 50″ N, 2° 51′ 10″ E / 41.897289660856°N,2.85273176301051°E                                                  |                                            |                                          | Modifica les dades a Wikidata |
|        | Mas Pla                          | Cassà de la Selva | masia        |                                          | 41° 52′ 24″ N, 2° 54′ 05″ E / 41.8733203859384°N,2.90126736627674°E                                                 |                                            |                                          | Modifica les dades a Wikidata |
|        | Mas Ravenissa                    | Cassà de la Selva | masia        |                                          | 41° 52′ 02″ N, 2° 52′ 26″ E / 41.8673130098652°N,2.87387554155713°E                                                 |                                            |                                          | Modifica les dades a Wikidata |
|        | Mas Rovirola i capella del Remei | Cassà de la Selva | masia        | Estil: arquitectura popular              | 41° 53′ 04″ N, 2° 50′ 40″ E / 41.8845°N,2.8445°E                                                                    | bé integrant del patrimoni cultural català | Mas Rovirola i capella del Remei         | Modifica les dades a Wikidata |
|        | Mas Seguer                       | Cassà de la Selva | masia        |                                          | 41° 54′ 04″ N, 2° 51′ 40″ E / 41.9012359399678°N,2.86099317784961°E                                                 |                                            |                                          | Modifica les dades a Wikidata |
|        | Mas Seixanta                     | Cassà de la Selva | masia        |                                          | 41° 52′ 00″ N, 2° 51′ 40″ E / 41.866676960715°N,2.86123675938976°E                                                  |                                            |                                          | Modifica les dades a Wikidata |
|        | Mas Torrent                      | Cassà de la Selva | masia        | Estil: arquitectura popular              | 41° 52′ 59″ N, 2° 53′ 40″ E / 41.883152°N,2.89452°E                                                                 | bé integrant del patrimoni cultural català | Masia de Can Torrent (Cassà de la Selva) | Modifica les dades a Wikidata |
|        | Mas Vinyoles                     | Cassà de la Selva | masia        |                                          | 41° 53′ 41″ N, 2° 51′ 38″ E / 41.8947414366231°N,2.86051301119093°E                                                 |                                            |                                          | Modifica les dades a Wikidata |
|        | Mas de les Pinyes                | Cassà de la Selva | masia        |                                          | 41° 54′ 23″ N, 2° 52′ 30″ E / 41.9064580116358°N,2.87502834784945°E                                                 |                                            |                                          | Modifica les dades a Wikidata |
|        | Masgrau                          | Cassà de la Selva | masia        |                                          | 41° 54′ 00″ N, 2° 54′ 07″ E / 41.8999272928381°N,2.90207030152452°E                                                 |                                            |                                          | Modifica les dades a Wikidata |
|        | Masia de Can Cassà               | Cassà de la Selva | masia        | Estil: arquitectura popular              | 41° 53′ 08″ N, 2° 53′ 44″ E / 41.8855°N,2.8955°E                                                                    | bé integrant del patrimoni cultural català |                                          | Modifica les dades a Wikidata |
|        | Masia de Can Dalmau              | Cassà de la Selva | masia        | Estil: arquitectura popular              | 41° 52′ 33″ N, 2° 50′ 27″ E / 41.8758°N,2.8408°E                                                                    | bé integrant del patrimoni cultural català |                                          | Modifica les dades a Wikidata |
|        | Masia de Can Gruart              | Cassà de la Selva | masia        | Estil: arquitectura popular              | 41° 51′ 19″ N, 2° 51′ 49″ E / 41.855334°N,2.863615°E                                                                | bé integrant del patrimoni cultural català |                                          | Modifica les dades a Wikidata |
|        | Torre Berdeleta                  | Cassà de la Selva | masia        | Estil: arquitectura popular              | 41° 52′ 10″ N, 2° 51′ 22″ E / 41.86956°N,2.85623°E                                                                  | bé integrant del patrimoni cultural català |                                          | Modifica les dades a Wikidata |
|        | Xalet Jep Alzina                 | Cassà de la Selva | masia        |                                          | 41° 51′ 38″ N, 2° 52′ 49″ E / 41.8606457857969°N,2.88029842975207°E                                                 |                                            |                                          | Modifica les dades a Wikidata |
|        | Xalet d'en Robert Carreras       | Cassà de la Selva | masia        |                                          | 41° 54′ 23″ N, 2° 52′ 07″ E / 41.9063336117707°N,2.86848160901614°E                                                 |                                            |                                          | Modifica les dades a Wikidata |
|        | can Vilallonga                   | Cassà de la Selva | masia        | Estil: arquitectura popular 16th century | 41° 52′ 47″ N, 2° 54′ 34″ E / 41.879808°N,2.909403°E ca:Dreta de la riera de Vilallonga, Cassà de la Selva 149 msnm | bé integrant del patrimoni cultural català | Can Vilallonga (Cassà de la Selva)       | Modifica les dades a Wikidata |
|        | el Terme Gros                    | Cassà de la Selva | masia        |                                          | 41° 51′ 35″ N, 2° 53′ 53″ E / 41.8596451450909°N,2.89805946459238°E                                                 |                                            |                                          | Modifica les dades a Wikidata |
|        | l'Abadia                         | Cassà de la Selva | masia        |                                          | 41° 53′ 09″ N, 2° 51′ 47″ E / 41.8858906554025°N,2.86295496012405°E                                                 |                                            |                                          | Modifica les dades a Wikidata |
|        | la Barraca                       | Cassà de la Selva | masia        |                                          | 41° 54′ 05″ N, 2° 53′ 16″ E / 41.9015085321436°N,2.88788985380473°E 209 msnm                                        |                                            |                                          | Modifica les dades a Wikidata |
|        | la Capçana                       | Cassà de la Selva | masia        |                                          | 41° 52′ 04″ N, 2° 53′ 34″ E / 41.867752166942°N,2.8928387803229°E                                                   |                                            |                                          | Modifica les dades a Wikidata |
|        | la Casa Blanca                   | Cassà de la Selva | masia        |                                          | 41° 53′ 47″ N, 2° 53′ 51″ E / 41.8965097123963°N,2.89749454310076°E                                                 |                                            |                                          | Modifica les dades a Wikidata |
|        | la Casa Nova d'en Vidal          | Cassà de la Selva | masia        |                                          | 41° 53′ 15″ N, 2° 50′ 57″ E / 41.8874585090918°N,2.84911418508487°E                                                 |                                            |                                          | Modifica les dades a Wikidata |
|        | la Casanova                      | Cassà de la Selva | masia        |                                          | 41° 52′ 32″ N, 2° 54′ 23″ E / 41.8755853555617°N,2.90633746786898°E                                                 |                                            |                                          | Modifica les dades a Wikidata |
|        | la Rajoleria                     | Cassà de la Selva | masia        |                                          | 41° 51′ 40″ N, 2° 54′ 11″ E / 41.8610456210022°N,2.9031537752985°E                                                  |                                            |                                          | Modifica les dades a Wikidata |
|        | la Torre Mansa                   | Cassà de la Selva | masia        |                                          | 41° 52′ 14″ N, 2° 52′ 48″ E / 41.8705259837903°N,2.87996669047249°E                                                 |                                            |                                          | Modifica les dades a Wikidata |

## molí d'aigua
| imatge | Nom                              | Ubicat a          | instància de                | Detalls                                  | coordenades | Protecció                                  | Commons (més fotos)              | Dades a WD                    |
| ------ | -------------------------------- | ----------------- | --------------------------- | ---------------------------------------- | --- | ------------------------------------------ | -------------------------------- | ----------------------------- |
|        | Molí de la Capçana               | Cassà de la Selva | molí d'aigua                |                                          | 41° 52′ 25″ N, 2° 53′ 31″ E / 41.87372°N,2.89189°E                                                                | bé integrant del patrimoni cultural català |                                  | Modifica les dades a Wikidata |
|        | molí d'en Vilallonga i aqüeducte | Cassà de la Selva | molí d'aigua aqüeducte pont | Estil: arquitectura popular 18th century | 41° 52′ 56″ N, 2° 54′ 50″ E / 41.88222°N,2.91401°E ca:Dreta de la riera de Vilallonga, Cassà de la Selva 146 msnm | bé integrant del patrimoni cultural català | Molí d'en Vilallonga i aqüeducte | Modifica les dades a Wikidata |

## muntanya
| imatge | Nom                      | Ubicat a                     | instància de | Detalls | coordenades                                                         | Protecció | Commons (més fotos) | Dades a WD                    |
| ------ | ------------------------ | ---------------------------- | ------------ | ------- | ------------------------------------------------------------------- | --------- | ------------------- | ----------------------------- |
|        | Puig Germà               | Cassà de la Selva            | muntanya     |         | 41° 53′ 38″ N, 2° 53′ 57″ E / 41.8939°N,2.89929°E 269.4 msnm        |           |                     | Modifica les dades a Wikidata |
|        | Puig Segalar             | Cassà de la Selva            | muntanya     |         | 41° 52′ 49″ N, 2° 53′ 51″ E / 41.88024722°N,2.89747222°E 191.1 msnm |           |                     | Modifica les dades a Wikidata |
|        | Puig Ventalló            | Cassà de la Selva Llambilles | muntanya     |         | 41° 54′ 38″ N, 2° 52′ 05″ E / 41.9106°N,2.86792°E 215.6 msnm        |           |                     | Modifica les dades a Wikidata |
|        | Puig de l'Esquella       | Cassà de la Selva            | muntanya     |         | 41° 52′ 46″ N, 2° 55′ 50″ E / 41.8795°N,2.93068°E 265.8 msnm        |           |                     | Modifica les dades a Wikidata |
|        | Puig de les Miloques     | Cassà de la Selva            | muntanya     |         | 41° 53′ 21″ N, 2° 54′ 21″ E / 41.8891°N,2.90578°E 258.9 msnm        |           |                     | Modifica les dades a Wikidata |
|        | Puig del Castell         | Cassà de la Selva            | muntanya     |         | 41° 52′ 52″ N, 2° 56′ 04″ E / 41.881017°N,2.934422°E 287 msnm       |           |                     | Modifica les dades a Wikidata |
|        | roca de les Trenta Creus | Cassà de la Selva Llambilles | muntanya     |         | 41° 54′ 43″ N, 2° 52′ 16″ E / 41.912°N,2.87118°E 192 msnm           |           |                     | Modifica les dades a Wikidata |

## polígon industrial
| imatge | Nom                                     | Ubicat a          | instància de       | Detalls | coordenades                                                         | Protecció | Commons (més fotos) | Dades a WD                    |
| ------ | --------------------------------------- | ----------------- | ------------------ | ------- | ------------------------------------------------------------------- | --------- | ------------------- | ----------------------------- |
|        | Polígon industrial El Trust             | Cassà de la Selva | polígon industrial |         | 41° 51′ 51″ N, 2° 53′ 15″ E / 41.8640307138799°N,2.88756977633262°E |           |                     | Modifica les dades a Wikidata |
|        | Polígon industrial de Cassà de la Selva | Cassà de la Selva | polígon industrial |         | 41° 53′ 21″ N, 2° 51′ 51″ E / 41.8891796183032°N,2.86418947520148°E |           |                     | Modifica les dades a Wikidata |

## pont
| imatge | Nom                 | Ubicat a          | instància de | Detalls | coordenades                                                         | Protecció | Commons (més fotos) | Dades a WD                    |
| ------ | ------------------- | ----------------- | ------------ | ------- | ------------------------------------------------------------------- | --------- | ------------------- | ----------------------------- |
|        | Gual de Bugantó     | Cassà de la Selva | pont         |         | 41° 54′ 25″ N, 2° 51′ 04″ E / 41.9069608874293°N,2.85110593467868°E |           |                     | Modifica les dades a Wikidata |
|        | Gual del Mas Miquel | Cassà de la Selva | pont         |         | 41° 53′ 21″ N, 2° 50′ 53″ E / 41.8892765184467°N,2.84807327621578°E |           |                     | Modifica les dades a Wikidata |
|        | el Passallís        | Cassà de la Selva | pont         |         | 41° 51′ 41″ N, 2° 51′ 25″ E / 41.8613848097459°N,2.85706733474032°E |           |                     | Modifica les dades a Wikidata |

## serra
| imatge | Nom                              | Ubicat a          | instància de | Detalls | coordenades                                                 | Protecció | Commons (més fotos) | Dades a WD                    |
| ------ | -------------------------------- | ----------------- | ------------ | ------- | ----------------------------------------------------------- | --------- | ------------------- | ----------------------------- |
|        | Serra Llarga (Cassà de la Selva) | Cassà de la Selva | serra        |         | 41° 52′ 48″ N, 2° 56′ 51″ E / 41.87997222°N,2.94763056°E    |           |                     | Modifica les dades a Wikidata |
|        | Serramala                        | Cassà de la Selva | serra        |         | 41° 53′ 06″ N, 2° 55′ 36″ E / 41.8849°N,2.9268°E 265.3 msnm |           |                     | Modifica les dades a Wikidata |

## Misc
| imatge | Nom                      | Ubicat a                                          | instància de      | Detalls                            | coordenades                                                                         | Protecció                   | Commons (més fotos)            | Dades a WD                    |
| ------ | ------------------------ | ------------------------------------------------- | ----------------- | ---------------------------------- | ----------------------------------------------------------------------------------- | --------------------------- | ------------------------------ | ----------------------------- |
|        | Casa Nadal               | Cassà de la Selva                                 | casa consistorial | Estil: arquitectura modernista     | 41° 53′ 05″ N, 2° 52′ 28″ E / 41.884852°N,2.87431°E ca:Rambla Onze de Setembre, 111 | bé cultural d'interès local | Casa Nadal (Cassà de la Selva) | Modifica les dades a Wikidata |
|        | Casa de les Mesures      | Cassà de la Selva                                 | porxe             | Estil: arquitectura popular        | 41° 53′ 18″ N, 2° 52′ 28″ E / 41.888388°N,2.87443°E                                 | bé cultural d'interès local | Les Voltes de les Mesures      | Modifica les dades a Wikidata |
|        | Cassa                    | Cassà de la Selva                                 | vèrtex geodèsic   |                                    | 41° 53′ 14″ N, 2° 52′ 28″ E / 41.887357°N,2.874365°E 192.938 msnm                   |                             |                                | Modifica les dades a Wikidata |
|        | Granja d'en Maimí        | Cassà de la Selva                                 | granja            |                                    | 41° 54′ 31″ N, 2° 53′ 00″ E / 41.9087275919295°N,2.88346417624954°E                 |                             |                                | Modifica les dades a Wikidata |
|        | Resclosa de Verneda      | Cassà de la Selva                                 | resclosa          |                                    | 41° 52′ 23″ N, 2° 53′ 37″ E / 41.873012°N,2.893674°E 125 msnm                       |                             | Resclosa de Verneda            | Modifica les dades a Wikidata |
|        | el Mas Cubell            | Cassà de la Selva                                 | nucli de població |                                    | 41° 52′ 40″ N, 2° 53′ 04″ E / 41.877651426624°N,2.8843861598104°E                   |                             |                                | Modifica les dades a Wikidata |
|        | lledoner de Can Mercader | Cassà de la Selva                                 | arbre singular    | Taxon: lledoner (Celtis australis) | 41° 52′ 27″ N, 2° 54′ 53″ E / 41.8741056781457°N,2.91461866444595°E                 |                             |                                | Modifica les dades a Wikidata |
|        | riera Verneda            | Llagostera Cassà de la Selva Santa Cristina d'Aro | curs d'aigua      |                                    | 41° 51′ 46″ N, 2° 52′ 20″ E / 41.862711°N,2.872125°E                                |                             | Riera Verneda                  | Modifica les dades a Wikidata |